# Chilo perfusalis
Chilo perfusalis là một loài bướm đêm trong họ Crambidae.